# Нолинский, Николай Михайлович
Никола́й Миха́йлович Ноли́нский (настоящая фамилия Скря́бин; 6 мая 1886, Кукарка, Вятская губерния — 20 июня 1966, Москва) — русский и советский композитор, родной брат В. М. Молотова.

## Биография
Николай Михайлович Нолинский родился 6 мая 1886 года в слободе Кукарка Вятской губернии (ныне — Советск Кировской области) в семье Скрябиных. В 1897 году семья переехала в Нолинск. Отец — Михаил Прохорович Скрябин, из мещан города Нолинска, был приказчиком в Кукарке. Дед — Прохор Наумович, нолинский мещанин. Мать — Анна Яковлевна Небогатикова из купеческой семьи города Нолинска. В семье родилось десять детей (Михаил, Виктор, Николай, Зинаида, Владимир, Вячеслав, Сергей, ещё трое умерли в раннем возрасте).
С детства Николай интересовался музыкой. В юности играл в домашнем струнном квартете вместе с братьями, включая Вячеслава. В 1910 году окончил юридический факультет Казанского университета. Учился на регентских курсах при Казанском музыкальном училище (класс скрипки; гармонию изучал у Р. Гуммерта). Теорию композиции изучал самостоятельно.
Во время Великой Отечественной войны Николай Михайлович Нолинский жил и работал в городе Кирове, где в 1941 году он написал первую симфонию, посвящённую героям Отечественной войны, а также кантату о Сталине (1943). В дальнейшем он написал музыку к одной из лучших постановок областного драмтеатра имени С. М. Кирова «Великий государь», а также к патриотической пьесе «Надежда Дурова» и к классической комедии А. Островского «Бедность — не порок». Для театра юного зрителя он написал музыку к пьесе «Сказка о правде», а театру кукол — музыку к постановке «Дон Кихот».
Похоронен на Новодевичьем кладбище в Москве.

## Сочинения
- для симфонического оркестра — симфонии: I (1941), II (1944), увертюры: I (1944), II (1948), III (1957), Сюита (1944);
- для малого симфонического оркестра — Лирическая сюита (1945), Вальс (1950);
- для струнного оркестра — Классическая сюита (1946), Ария (1946), Вариации на русскую тему (1948), Андантино (1950), Элегия (1953), Думка (1957), Хоровод (1957), Симфониетта (1958);
- для духового оркестра — Сюита (1936), марши;
- для оркестра народных инструментов — фантазии: I (1943), II (1944), III (1946), IV (1949), V (1950), VI (1951), VII (1954), VIII (1955), IX (1956), Х-(1957), увертюры: I (1945), II (1950), III (1952), IV (1958), V (1960), сюиты: I (1944), II (1950), симфония Моя Родина (1948), Романс (1956), Русский танец (1956), Юмореска (1956), Две польки (1956), Лирическая песня (1958), Скерцо (1958), Сказка (1959);
- для 2 скрипок, альта и виолончели — квартеты: I (1939), II (1942), III (1946), IV (1949), V (1950), VI (1951), VII (сюита, 1953), VIII (1953), Менуэт (1952), Адажио, Аллегро (1953);
- для скрипки и фортепиано — пьесы;
- для виолончели и фортепиано — Семь лёгких пьес (1951);
- для балалайки и фортепиано — Танец (1957);
- для домры и фортепиано — Мелодия (1956), Плясовая (1956), Юмореска (1960);
- для 2 скрипок — 20 дуэтов (1930—1936);
- для секстета домр — пьесы, в том числе сюиты: I (1938), II (1943);
- хоры на слова В. Дёмина, С. Васильева, А. Золотушкина, Н. Самарина, С. Смирнова и др.;
- песни (более 100) на слова А. Дельвига, А. Кольцова, В. Демина, Е. Медянцевой, А. Пришельца, А. Прокофьева, А. Саксе, Н. Сидоренко, Я. Шведова и др.;
- музыка к драматическим спектаклям;
- музыка к стереофильму «Концерт» (1941);
- обработки народных песен и др.